# Semmelberg
Semmelberg är en kulle i Österrike.   Den ligger i distriktet Korneuburg och förbundslandet Niederösterreich, i den nordöstra delen av landet, 40 km norr om huvudstaden Wien. Toppen på Semmelberg är 388 meter över havet, eller 32 meter över den omgivande terrängen. Bredden vid basen är 0,99 km.
Terrängen runt Semmelberg är huvudsakligen platt, men åt nordost är den kuperad. Närmaste större samhälle är Stockerau, 19,5 km sydväst om Semmelberg. 
Trakten runt Semmelberg består till största delen av jordbruksmark. Runt Semmelberg är det ganska tätbefolkat, med 111 invånare per kvadratkilometer.